# Бакалец, Андрей Васильевич
Андрей Васильевич Бакалец (7 января 1972, Нойштрелиц, ГДР) — российский футболист, нападающий.

## Биография
Сын военного, родился в ГДР, рос в военном городке Калининец Московской области. На взрослом уровне начал выступать в 1992 году в команде «Шелковик» (Наро-Фоминск) в любительских соревнованиях. В 1995 году перешёл в команду «МЧС-Селятино», в которой стал одним из лидеров нападения, забив за три сезона 48 голов во второй и третьей лигах. В 1997 году стал лучшим бомбардиром своей команды с 21 мячом. В 1998 году перешёл в нижегородский клуб «Торпедо-Виктория», с которым в том же году одержал победу в зональном турнире второго дивизиона и стал лучшим бомбардиром турнира с 31 забитым голом. В 1999 году вошёл в десятку лучших бомбардиров первого дивизиона с 14 мячами. В 2000 году перешёл в ярославский «Шинник», где провёл полтора сезона в первом дивизионе.
В августе 2001 года перешёл в казахстанский «Иртыш» (Павлодар). Дебютный матч в чемпионате Казахстана сыграл 16 августа 2001 года против «Елимая» и в нём же впервые отличился голом, который стал победным в матче (2:1). Всего в высшей лиге сыграл 15 матчей и забил 4 гола, а его команда финишировала на четвёртом месте в чемпионате.
После возвращения в Россию выступал за команды второго дивизиона — «Чкаловец-1936» (Новосибирск), «Луч-Энергия» (Владивосток), «Спартак» (Кострома), «Спартак-МЖК» (Рязань). В составе «Луча» в 2003 году стал победителем зонального турнира второго дивизиона. Завершил профессиональную карьеру в 2005 году.
Окончил факультет государственного управления МГУ (1995). В 2009—2010 годах работал администратором клуба «Нара-ВДВ, позднее — тренером в любительском клубе «ВДВ-Спортклуб» (Наро-Фоминск). Также работает учителем физкультуры в средней школе г. Селятино.
Женат, трое детей.Дедушка.